# Asterións hus
Asterións hus är en kortnovell av den argentinske författaren Jorge Luis Borges, först publicerad i Los Anales de Buenos Aires 1947 och sedermera inkluderad i samlingen Alefen (1949, på svenska i sin helhet 2011).
Novellen återberättar den grekiska legenden om Minotauros, monstret som var hälften människa och hälften tjur och hölls inspärrad i labyrinten i Kreta tills han dödades av Theseus. Det speciella med "Asterións hus" är att den berättas från minotaurens, Asterións, perspektiv: han beskriver sitt hus och sitt liv på ett sådant sätt att det inte genast är uppenbart för läsaren vem han är. 
Borges återkom ofta till labyrinter i sitt författarskap, till exempel i Biblioteket i Babel och Trädgården med gångar som förgrenar sig. Vissa litteraturvetare har kopplat samman labyrinten med människans existens eller universum självt, eller tolkat den som Borges symbol för "rummet och tidens epistemologiska komplexitet".
"Asterións hus" har samlästs med bland andra John Gardners roman "Grendel", som på samma sätt väljer monstrets utgångspunkt istället för hjältens.